# Юст (вождь самаритян)
Юст — лидер восстания самаритян при императоре Зеноне.
Во время правления византийского императора Зенона (474—491), в 484 году произошёл конфликт между властями Византии и самаритянами. Во главе самаритян стояли лидеры разбойных банд, действовавших в Самарии, один из которых, по кличке «Волк», стал вождём мятежного войска, а позже был провозглашён царём самаритян под именем Юстус.
Мятежники укрепились на священной для самаритян горе Гризим (484 год), а затем захватили сирийский Неаполь и Кесарию, уничтожая христианское население.
Самаритяне сломили сопротивление византийского гарнизона в Шхеме и захватили город.
Юстус создал самаритянскую администрацию, разделил своё государство на провинции и организовал своего рода налоговое управление. Он также вступил в Кесарию и разрушил местную церковь. Торжества в Кесарии завершились скачками на ипподроме, во время которых были убиты десятки местных христиан.
Византия подавила мятеж в 486 году, после чего конфисковала имущество самаритян, а на горе Гризим выстроила церковь Девы Марии: легионы, размещенные в Иудее и Сирии, соединились в Самарии, окружили и разгромили нерегулярные формирования самаритян.
Юстус был схвачен и казнён, а голова его отправлена в Константинополь.